# NGC 386
NGC 386 est une galaxie elliptique située dans la constellation des Poissons. NGC 386 a été découverte par l'ingénieur irlandais Bindon Blood Stoney en 1850.

## Caractéristiques
Sa vitesse par rapport au fond diffus cosmologique est de 5 260 ± 29 km/s, ce qui correspond à une distance de Hubble de 77,6 ± 5,5 Mpc (∼253 millions d'al).
À ce jour, une mesure non basée sur le décalage vers le rouge (redshift) donne une distance d'environ 60,000 Mpc (∼196 millions d'al). Cette valeur est à l'extérieur des valeurs de la distance de Hubble.

## Arp 331 et le groupe de NGC 452

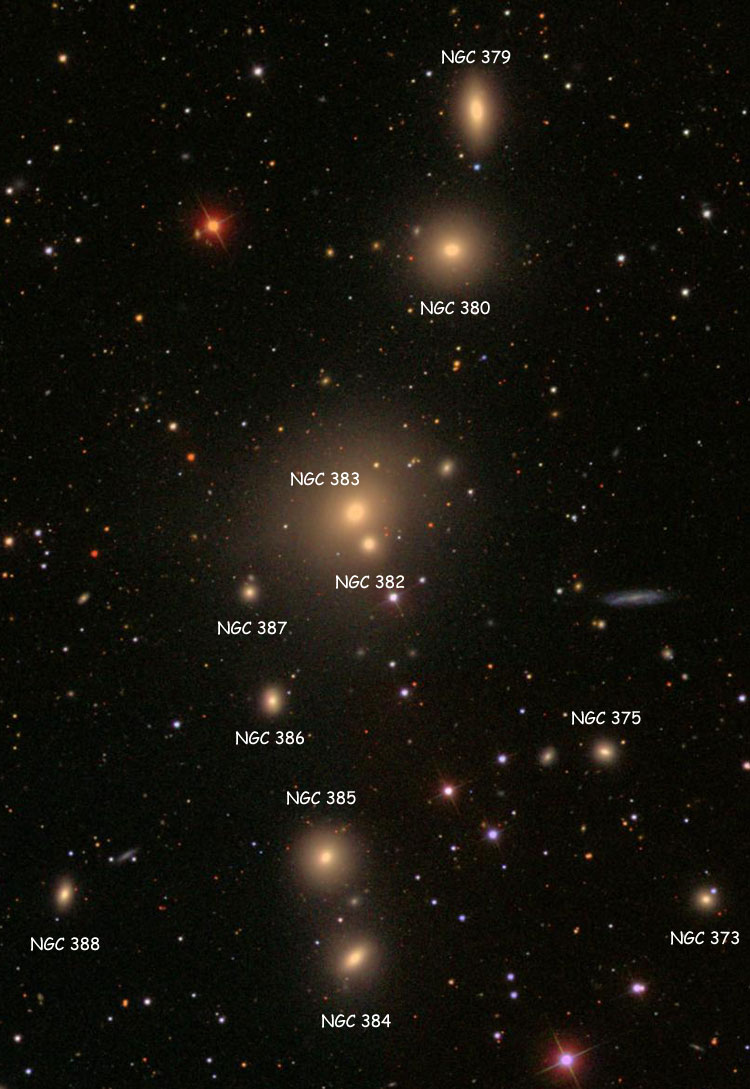
La chaîne de galaxies Arp 331. (SDSS)

NGC 386 avec les galaxies NGC 375, NGC 379, NGC 380, NGC 382, NGC 383, NGC 384, NGC 385, NGC 387 et NGC 388 ont été inscrites dans l'atlas Arp sous la cote Arp 331. L'Atlas Arp cite Arp 331 comme un exemple d'une chaine de galaxies. Puisque NGC 375 est à environ 80,2 Mpc (∼262 millions d'al) et NGC 384 à environ 58,0 Mpc (∼189 millions d'al) de nous,  certaines des galaxies d'Arp 331 sont très éloignées entre elles. Les galaxies de cette chaine n'appartiennent donc pas toutes à un groupe de galaxies, mais plusieurs d'entre elles font partie du groupe de NGC 452. Même si NGC 386 ne figure pas dans la liste de l'article d'Abraham Mahtessian publié en 1998, il est fort probable qu'elle fasse partie de ce groupe. En effet, elle est dans la même région de la sphère céleste et elle est à environ 76,1 Mpc (∼248 millions d'al) de nous, une distance semblable à la distance moyenne qui nous sépare du groupe, soit environ 69,9 Mpc (∼228 millions d'al).